# Кычанов, Евгений Иванович
Евге́ний Ива́нович Кыча́нов (22 июня 1932, Сарапул — 24 мая 2013, Санкт-Петербург) — советский и российский историк-китаевед, специалист в области тангутоведения, средневековой истории Китая и Центральной Азии, кочевым цивилизациям и национальным меньшинствам КНР. Доктор исторических наук, профессор. Главный научный сотрудник Института восточных рукописей РАН в Санкт-Петербурге.
Опубликовал свыше 300 научных трудов.

## Биография
Родился 22 июня 1932 года в Сарапуле.
В 1955 году окончил восточный факультет ЛГУ по специальности «История Китая». С 1955 по 1958 год был аспирантом Сектора Восточных рукописей ЛО ИВ АН СССР. С декабря 1958 года младший научный сотрудник ЛО ИВ АН. В 1960 году защитил кандидатскую диссертацию «Государство Си Ся (982—1227 гг.)». С 1965 года старший научный сотрудник Института востоковедения и заместитель директора по науке на общественных началах. Руководил работой созданной по инициативе дирекции ЛО ИВ АН Тангутской группы. В 1970 году защитил в качестве докторской диссертации монографию «Очерк истории тангутского государства».
С 1978 года — заведующий Сектором Дальнего Востока, с 1983 года — Сектором историографии и источниковедения Китая и Центральной Азии. В 1991 году стал штатным замдиректора СПбФ ИВ РАН, с 1997 по 2003 год — директором филиала.
В течение многих лет преподавал в ЛГУ (с 1991 года — СПбГУ), с 1986 года — профессор. Подготовил более 20 аспирантов. Участвовал в ряде международных конференций, среди них: Международный конгресс антропологических и этнографических наук (Москва, 1964), XIII Международный конгресс исторических наук (Москва, 1970), Международный симпозиум «Роль кочевых цивилизаций в Центральной Азии» (Улан-Батор, 1973), XXIX Международный конгресс востоковедов (Париж, 1973), Симпозиумы памяти Чома де Кёрёши (Матрафюред, 1976; Чопак, 1979; Вышеград, 1984), Симпозиум по изучению истории китайского права (Бельладжио, 1981), Симпозиумы по истории кочевых народов на Тайване, в Голландии и др.
Публикации посвящены памятникам письменности, истории и истории культуры тангутского государства Си Ся (982—1227). Наиболее важные работы: «Очерк истории тангутского государства» (1968), перевод сборника тангутских пословиц «Вновь собранные драгоценные парные изречения» (1974), перевод и исследование тангутского свода законов XII века «Изменённый и заново утверждённый кодекс девиза царствования Небесное процветание (1149—1169)» (1987—1989), а также тангутско-русско-англо-китайский словарь (2006), содержащий 5803 гнездовых иероглифа. Кроме того сделал значительный вклад в изучение истории Тибета и Монголии.
Почётный член венгерского Общества востоковедов им. Чома де Кёрёши, почётный профессор университета Нинся и университета Ланьчжоу, почётный член Центра по изучению Си Ся при Академии Общественных Наук КНР.
Указом Президента Российской Федерации от 30 июня 2005 года был награждён медалью «В память 1000-летия Казани».